# تکان دهنده‌ها و لرزاننده‌ها
تکان دهنده‌ها و لرزاننده‌ها (انگلیسی: Movers & Shakers) یک فیلم به کارگردانی ویلیام اشر است که در سال ۱۹۸۵ منتشر شد.

## بازیگران
- والتر ماتائو
- وینسنت گاردنیا
- تاین دالی
- بیل میسی
- گیلدا رادنر
- چارلز گرودین
- ارل بوئن
- فرانسیس بای
- جو مانتل
- مایکل لانر
- پنی مارشال
- پیتر مارک جاکوبسون
- سم اندرسون
- استیو مارتین
- ویلیام پرینس
- ریچارد مارتینی